# Pelaio Guterres da Silva
D. Pelaio Guterres da Silva (c. 1050 – ?) foi um nobre medieval do Condado Portucalense membro da Casa de Silva tendo sido Senhor da Domus Fortis denominada Torre da Silva, e do Castelo de Alderete. Seu bisavô paterno, D. Pelayo Froilaz «el Diacono» (c. 990 - c.1050), era trineto de D. Fruela II, Rei de Asturias e de Leão , o que significa que D. Pelaio Guterres era descendente dos monarcas da dinastía Astur-Leonesa. Como senhor feudal do Reino de Leão, D. Pelaio Guterres exerceu o cargo de "Adiantado de Portugal" e em 1085 confirmou uma doação até mesmo com o título de "Vigário del Rey" Afonso VI «el Bravo», Rei de Leão entre 1065 y 1109, e de Castela entre 1072 y 1109.
O Livro Velho Das Linhagens conta que D. Pelaio Guterres acabou a vida tristemente, pois o mandaram cegar de ambos os olhos. Em 1097 confirmou uma carta de privilégios da Cornelhã, mas desta vez sem o título de Vigario, pois entendemos que não mais tinha condições de exercer o cargo.

## Relações familiares
D. Pelaio Guterres da Silva foi filho de D. Gutierre Peláez (de) Alderete, progenitor da casa Silva (c. 1030 - ?). Casou com uma trineta por parte paterna do Rei D. Ramiro II de Leão e das Astúrias, D. Adosinda Ermigues (1035 -?), filha de D. Ermígio Aboazar (c. 980 -?) e de D. Vivilide Trutezendes (c. 980 -?) esta filha de D. Trutezendo Galindes, de quem teve:
1. D. Guterre Alderete da Silva (c. 1070 -?), que casou com D. Maria Pérez de Ambia (c.1075 -?)